# 화성 용주사 천보루
화성 용주사 천보루(華城 龍珠寺 天保樓)는 경기도 화성시 송산동, 용주사에 있는 조선시대의 건축물이다. 1983년 9월 19일 경기도의 문화재자료 제36호로 지정되었다.

## 개요
용주사는 사도세자의 묘소를 수호하고 명복을 빌어주기 위해 정조 14년(1790) 세운 절이다. 원래 이곳은 통일신라 때 세워 고려시대 때 소실된 갈양사의 옛터라고 전한다.
천보루는 절을 세울 당시에 지은 누각으로 규모는 앞면 5칸·옆면 3칸이다. 지붕은 옆면에서 볼 때 여덟 팔(八)자 모양인 팔작지붕이다. 지붕 처마를 받치기 위해 장식하여 만든 공포는 새 날개 모양으로 짜맞춘 익공 양식이다. 좌우에 있는 요사채보다 앞쪽으로 나와 있으며, 2층으로 오르기 위해서는 좌우 요사채 앞의 계단을 통해야 한다. 정면에서 보면 요사채 건물과 자연스럽게 연결되어 있어 대웅보전에 들어가기 위해서는 천보루 아래를 통해야 한다.

## 같이 보기
- 용주사

## 참고 문헌
- 용주사천보루 - 국가유산청 국가유산포털